# Waldweistroff
Waldweistroff (fràncic lorenès Waldweistroff) és un municipi francès situat al departament del Mosel·la i a la regió del Gran Est. L'any 2007 tenia 406 habitants.

## Demografia

### Població
El 2007 la població de fet de Waldweistroff era de 406 persones. Hi havia 162 famílies, de les quals 42 eren unipersonals (17 homes vivint sols i 25 dones vivint soles), 50 parelles sense fills, 58 parelles amb fills i 12 famílies monoparentals amb fills.
La població ha evolucionat segons el següent gràfic:
Habitants censats

### Habitatges
El 2007 hi havia 189 habitatges, 166 eren l'habitatge principal de la família, 9 eren segones residències i 14 estaven desocupats. 172 eren cases i 13 eren apartaments. Dels 166 habitatges principals, 150 estaven ocupats pels seus propietaris, 13 estaven llogats i ocupats pels llogaters i 3 estaven cedits a títol gratuït; 2 tenien una cambra, 4 en tenien dues, 7 en tenien tres, 23 en tenien quatre i 130 en tenien cinc o més. 137 habitatges disposaven pel capbaix d'una plaça de pàrquing. A 52 habitatges hi havia un automòbil i a 88 n'hi havia dos o més.

### Piràmide de població
La piràmide de població per edats i sexe el 2009 era:
| Homes | Edats   | Dones |
| ----- | ------- | ----- |
| 0     | 95 o +  | 0     |
| 0     | 90 a 94 | 0     |
| 0     | 85 a 89 | 4     |
| 4     | 80 a 84 | 8     |
| 4     | 75 a 79 | 12    |
| 8     | 70 a 74 | 20    |
| 0     | 65 a 69 | 8     |
| 8     | 60 a 64 | 0     |
| 16    | 55 a 59 | 8     |
| 20    | 50 a 54 | 16    |
| 16    | 45 a 49 | 16    |
| 16    | 40 a 44 | 12    |
| 24    | 35 a 39 | 36    |
| 20    | 30 a 34 | 12    |
| 12    | 25 a 29 | 8     |
| 8     | 20 a 24 | 4     |
| 4     | 15 a 19 | 4     |
| 12    | 10 a 14 | 8     |
| 8     | 5 a 9   | 32    |
| 20    | 0 a 4   | 16    |

## Economia
El 2007 la població en edat de treballar era de 274 persones, 187 eren actives i 87 eren inactives. De les 187 persones actives 174 estaven ocupades (106 homes i 68 dones) i 12 estaven aturades (6 homes i 6 dones). De les 87 persones inactives 38 estaven jubilades, 20 estaven estudiant i 29 estaven classificades com a «altres inactius».

### Ingressos
El 2009 a Waldweistroff hi havia 179 unitats fiscals que integraven 480 persones, la mediana anual d'ingressos fiscals per persona era de 17.192,5 €.

### Activitats econòmiques
Dels 16 establiments que hi havia el 2007, 1 era d'una empresa de fabricació d'altres productes industrials, 3 d'empreses de construcció, 4 d'empreses de comerç i reparació d'automòbils, 1 d'una empresa financera, 5 d'entitats de l'administració pública i 2 d'empreses classificades com a «altres activitats de serveis».
Dels 5 establiments de servei als particulars que hi havia el 2009, 1 era una oficina bancària, 1 paleta, 1 lampisteria i 2 perruqueries.
Dels 2 establiments comercials que hi havia el 2009, 1 era una botiga de més de 120 m² i 1 una fleca.
L'any 2000 a Waldweistroff hi havia 4 explotacions agrícoles.

## Equipaments sanitaris i escolars
L'únic equipament sanitari que hi havia el 2009 era una farmàcia.
El 2009 hi havia una escola elemental integrada dins d'un grup escolar amb les comunes properes formant una escola dispersa.

## Poblacions més properes
El següent diagrama mostra les poblacions més properes.